# العسيلة (حجة)
العسيله هي إحدى قرى الجمهورية اليمنية. وهي تتبع جغرافيًا لمحافظة حجة. وإداريًا لمديرية حرض. يبلغ تعداد سكانها 1441 نسمة حسب الإحصاء الذي جرى عام 2004.